# Strada Sarmizegetusa
Strada Sarmizegetusa este situată în centrul istoric al municipiului București, în sectorul 3.  

## Descriere
Strada este orientată de la sud spre nord și se desfășoară pe o lungime de 75 de metri între străzile Băniei și Colței.

## Legături externe
- Strada Sarmizegetusa pe hartă, www.openstreetmap.org
- Strada Sarmizegetusa pe Google maps - street view